# Wydział Humanistyczny Akademii im. Jakuba z Paradyża w Gorzowie Wielkopolskim
Wydział Humanistyczny Akademii im. Jakuba z Paradyża w Gorzowie Wielkopolskim – jeden z czterech i największy z wydziałów Akademii im. Jakuba z Paradyża w Gorzowie Wielkopolskim, powstały w 2014 w wyniku przekształcenia dotychczasowego Instytutu Humanistycznego. Kształci studentów na pięciu podstawowych kierunkach, na studiach stacjonarnych oraz niestacjonarnych.
Wydział jest jednostką interdyscyplinarną. W jego ramach działają 6 zakłady. Aktualnie zatrudnionych jest 48 pracowników naukowo-dydaktycznych (z czego 7 z tytułem profesora, 12 doktora habilitowanego, 15 doktora i 14 magistra). Jego siedziba znajduje się przy ul. Teatralnej 25 w Gorzowie Wielkopolskim.

## Władze
- Dziekan: dr hab. Agnieszka Anna Niekrewicz
- Prodziekan: dr Jolanta Gebreselassie

## Poczet dziekanów
Instytut Humanistyczny
- 1998–2002: prof. dr hab. Janusz Faryś
- 2002–2014: dr Dorota Skrocka

Wydział Humanistyczny
- od 2014: dr Dorota Skrocka

## Kierunki kształcenia
Wydział Humanistyczny prowadzi następujące kierunki i specjalności studiów pierwszego stopnia, na których nauka trwa 3 lata, a ich absolwent otrzymuje tytuł zawodowy licencjata:
- filologia polska
  - język polski (specjalizacja komunikacja medialna)
  - język polski z bibliotekoznawstwem (specjalizacja nauczycielska)
  - język polski z językiem niemieckim
- filologia
  - język niemiecki (specjalizacja translatorska)
  - język niemiecki (specjalizacja nauczycielska)
  - język niemiecki z językiem włoskim
  - język włoski z językiem niemieckim
  - język angielski (specjalizacja translatorska)
  - język angielski (specjalizacja nauczycielska)
- pedagogika
  - pedagogika wczesnoszkolna z pedagogiką przedszkolną
  - pedagogika opiekuńczo-wychowawcza z promocją zdrowia
- kulturoznawstwo
  - menadżer instytucji kultury,
- turystyka i rekreacja
  - organizacja i obsługa turystyki i rekreacji

Wydział prowadzi także studia drugiego stopnia (magisterskie uzupełniające), trwające 2 lata i kończące się uzyskaniem tytułu zawodnego magistra na kierunku: filologia polska o następujących specjalizacjach:
- nauczycielska
- komunikacja medialna

Ponadto wydział oferuje do wyboru poniższe studia podyplomowe:
- bibliotekoznawstwo z informacją naukową
- język polski dla nauczycieli
- logopedia
- pedagogika przedszkolna i wczesnoszkolna z terapią pedagogiczną dziecka
- pedagogika resocjalizacyjna
- przygotowanie metodyczne do wczesnego nauczania języka angielskiego
- język angielski dla nauczycieli przedszkoli

## Struktura organizacyjna
- Zakład Języka Polskiego
- Zakład Edukacji
- Zakład Języka Angielskiego
- Zakład Języka Niemieckiego
- Zakład Kulturoznawstwa
- Zakład Organizacji i Obsługi Rekreacji i Turystyki